# Niverka Marte
Niverka Dharlenis Marte Frica (Santo Domingo, 19 de outubro de 1990) é uma voleibolista indoor dominicana, que atua na posição de levantadora.

## Carreira
O seu início no voleibol deu-se no ano de 2003, logo após a conquista inédita da seleção dominicana  na edição dos Pan de Santo Domingo de 2003,  começou na posição de atacante, mas, seguindo orientações dos treinadores logo mudou para ser levantadora; tornou-se uma atleta poliglota, além de seu idioma nativo, fala português, italiano, inglês e francês.
Sua estreia internacional foi na edição do Campeonato NORCECA na categoria Sub-18 de 2006 em Gainesville, ainda jogando como atacante, qualificando o país para o Mundial da categoria após o vice-campeonato.Em 2007, representou a seleção dominicana na edição do Campeonato Mundial Sub-18 nas cidades mexicanas de Mexicali e Tijuana, ocasião que terminou na oitava colocação; em 2008 disputou a Copa Final Four em Fortaleza pela seleção dominicana e conquistou  a medalha de prata neste evento
Com passagens pelo Centro Deportivo Nacional em 2004, já no ano de 2005 transferiu-se para o Club Modeca, esteve em 2006 no Mirador e também no La Aviación que foi finalista no Torneio de Voleibol Superior de La Romana, tendo uma nova passagem pelo Deportivo Nacional de 2007 a 2008, também pelo Distrito Nacional de 2007 a 2010, em 2010 e 2015 atuou pelo Mirador..
Disputou a edição da Copa Pan-Americana nas cidades mexicanas de Tijuana e Mexicali conquistando o primeiro título inédito nesta competição, já na temporada de 2010 pela seleção dominicana conquistou o bicampeonato da Copa Pan-Americana, evento ocorrido em Rosarito e Tijuana
Na edição da Copa Pan-Americana de 2011 celebrada em Ciudad Juárez e obteve a medalha de prata 
Foi contratada Mirador VC para disputar o Campeonato Mundial de Clubes de 2011 em Doha ocasião que terminou na quarta posição; e pela seleção dominicana com a convocação para disputar a Copa do Mundo do Japão, contribuindo para o time finalizasse na oitava colocação até aquela ocasião o melhor resultado na competição.
Transferiu-se na jornada 2012-13 para o voleibol do Azerbaijão e foi contratada pelo Igtisadchi Baku  conquistou o vice-campeonato na Superliga Azerbaijão A correspondente e disputou a Copa CEV 2012-13 e avançando as oitavas de final finalizando na décima terceira posição
Ainda em 2015  atuou pelo Mirador  de Santo Domingo na edição do Campeonato Mundial de Clubes em Zurique terminando na quinta posição.Na temporada 2015-16 reforçou o time francês do Entente Sportive Le Cannet-Rocheville sendo semifinalista na Copa da França e terminando na sétima posição na Liga A Francesa, e na Liga dos Campeões da Europa correspondente não avançou na fase de grupos.
Nas temporadas 2017-18 e 2018-19, atuou pelo time peruano Géminis de Comas, depois, no período de 2019 vai atuar na Turquia pelo clube Çan Gençlik Kale SK, retornando ao Deportivo Nacional  no período de 2020-21, na Indonésia representou os times Jakarta Pertamina Fastron (2021-22) e o Jakarta Popsivo polwan (2022-23).
Competiu pela seleção dominicana na edição da Copa Pan-Americano de 2012 nas cidades de Ciudad Juárez e Chihuahua terminando na quarta colocação. Também disputou o Grand Prix de 2012 encerrando na décima segunda colocação.
Esteve representando o país na edição do Montreux Volley Masters de 2013 na conquista da medalha de bronze e obteve a medalha de prata na Copa Pan-Americana de 2013 sediada em Lima;
Com elenco principal dominicano disputou o Grand Prix de 2013 encerrando na décima colocação, ainda conquistou o vice-campeonato da edição do Campeonato NORCECA de 2013 em Omaha,  foi convocada também para a edição da Copa dos Campeões no Japão de 2013 e terminou na sexta colocação.
Obteve a medalha de ouro na Copa Pan-Americana Sub-23 de 2012, competição celebrada em Callao.
Contribuiu para qualificação da seleção dominicana para a edição do Campeonato Mundial de 2014 na Itália quando venceu as qualificatórias pelo Grupo “P” em La Romana (cidade);.
Pela seleção dominicana disputou o Grand Prix de 2014 e terminou na décima terceira colocação; ainda sagrou-se campeã da Copa Pan-Americana de 2014 na Cidade do México.
Serviu a seleção no Campeonato Mundial de 2014 que ocorreu na Itália sendo eliminadas nas quartas de final terminando na quinta posição. Na sequência disputou a edição dos Jogos Centro-Americanos e do Caribe, realizados em Veracruz conduzindo a equipe para a conquista da medalha de ouro. Reforçou a equipe do Mirador VC para a edição do Campeonato Mundial de Clubes de 2015 em Zurique quando o clube foi convidado e finalizou na quinta posição.
Novamente disputou pela seleção dominicana a edição do Montreux Volley Masters em 2015 obtendo o quinto lugar, mais a diante disputou o Torneio Pré-Copa do Mundo de 2015 em Havana, quadrangular qualificatório, e ao final conquistou a medalha de ouro e a vaga na correspondente Copa do Mundo do Japão; também disputou a Copa Pan-Americana de 2015 realizada nas cidades de Lima e Callao e conquistou o vice-campeonato obtendo a qualificação para o Grand Prix de 2016, e disputou a edição dos Jogos Pan-Americanos de Toronto em 2015 obtendo a medalha de bronze;
Ainda em 2015 competiu pela seleção adulta na edição do Campeonato NORCECA de 2015 celebrado em Michoacan conquistou o vice-campeonato e pela seleção dominicana disputou o Segundo Grupo do Grand Prix de 2016 conquistando a medalha de ouro representou seu  país em mais uma edição da Copa Pan-Americana em 2016 celebrada em Santo Domingo obtendo a medalha de ouro, sendo premiada como a melhor jogadora e segunda melhor ponteira da seleção ideal, neste mesmo ano tornou-se campeã na edição da Copa Pan-Americana Sub-23 nas cidades peruanas de  Lima e San Vicente de Cañete sendo novamente premiada como a melhor jogadora e segunda melhor ponteira da seleção ideal.
No ano de 2016 ainda disputou pela seleção dominicana o Torneio Pré-Olímpico NORCECA realizado em Lincoln finalizando com o vice-campeonato e com chances de obter a vaga no Pré-Olímpico Mundial I, e na referida nova chance de classificação olímpica terminou na sexta posição.
Na temporada de 2017 pela seleção dominicana conquistou o vice-campeonato na Copa Pan-Americana sediada nas cidades de Lima e San Vicente de Cañete. Disputou os Jogos  Bolivarianos  de 2017 realizados em Santa Marta obtendo a medalha de ouro. Disputou a edição do Campeonato NORCECA de 2017 no Grupo A que serviu como qualificatórias para a edição do Campeonato Mundial do Japão de 2018, obtendo a vaga e vencendo o quadrangular. Também disputou a última edição do Grand Prix em 2017 (Grupo I)  finalizando no oitavo posto geral
Em 2018 e foi contratada pelo Guerreras Volleyball Club  e contribuiu para a conquista do título da Liga A Dominicana de 2018.
Voltou a defender a seleção dominicana  na estreia do Liga das Nações (VNL) em 2018, que passou a ser  o torneio sucessor do extinto Grand Prix, encerrando na décima quarta colocação na conquista do vice-campeonato da Copa Pan-Americana de 2018 sediada em Santo Domingo e em seguida medalhista de ouro nos Jogos Centro-Americanos e do Caribe, realizados em Barranquilla e foi convocada para disputar o Mundial de 2018 no Japão e terminou na nona colocação nesta edição.
Em 2019 sagrou-se campeã do Campeonato NORCECA realizado em San Juan e no mesmo ano obteve o ouro nos Jogos Pan-Americanos de Lima.
Em 2023, conquistou o título do Torneio Pré-Olímpico , conquistou o título dos Jogos Centro-Americanos de de San Salvador sendo premiada a melhor levantadora  e conquistou a medalha de ouro nos Jogos Pan-Americanos de 2023 em m Santiago e foi premiada como a melhor jogadora (MVP).

## Títulos e resultados
- Torneio Pré-Olímpico Mundial de 2023
- Torneio Pré-Olímpico NORCECA de 2020
- Torneio Pré-Olímpico NORCECA de 2016
- Copa dos Campeões da NORCECA de 2015
- Copa dos Campeões da NORCECA de 2019
- Copa Pan-Americana de 2023
- Copa Pan-Americana de 2012
- Liga A Dominicano:2018 e 2022
- Supercopa Francesa:2015-16
- Copa da França:2015-16
- Superliga Azerbaijão A:2012-13

## Prêmios individuais
- MVP dos Jogos Pan-Americanos de 2023
- Melhor Levantadora dos Jogos Centro-Americanos e do Caribe de 2023
- MVP da Copa Pan-Americana de 2022
- Melhor Levantadora do Pré-Olímpico- NORCECA de 2020
- Melhora Levantadora do Campeonato NORCECA de 2015
- Melhor Levantadora da Copa do Mundo de 2015
- Melhor Levantadora dos Jogos Centro-Americanos e do Caribe de 2014
- Melhora Levantadora do Campeonato NORCECA Sub-20 de 2008